# أندرياس هيرميس
أندرياس هيرميس (بالألمانية: Andreas Hermes)‏ هو مقاوم وسياسي ألماني، ولد في 18 يوليو 1878 في كولونيا في ألمانيا، وتوفي في 4 يناير 1964 في بيرغ ‏ في ألمانيا. نشط حزبياً في الاتحاد الديمقراطي المسيحي وحزب الوسط. وقد انتخب وزير الزراعة والثروة الحيوانية وانتخب عضو مجلس الشورى الموحد بروسيا وانتخب عضو مجلس النواب الألماني للجمهورية فايمار.

## وصلات خارجية
- أندرياس هيرميس على موقع مونزينجر (الألمانية)